# 自由城 (中世纪聚居地)
自由城（法語：villefranche，法語發音：[vilfʁɑ̃ʃ]），西班牙、葡萄牙、意大利地名中常译作“自由镇”（西班牙語：villafranca），是中世纪时期（特别是13-14世纪）出现在意大利、法国和伊比利亚半岛的一种聚居地，是摆脱了严格封建制度的资产阶级城镇。自由城并不是自发产生的，而是领土領主主动行动的结果。在意大利，多数情况下是普通公民主动行动的结果。